# SN 1964I
SN 1964I – supernowa odkryta 29 września 1964 roku w galaktyce A162307+4114. W momencie odkrycia miała maksymalną jasność 18,00m.